# ヴィアナ・ド・カステロ
ヴィアナ・ド・カステロ（Viana do Castelo [viˈɐnɐ ðu kɐʃˈtɛlu] ( 音声ファイル)）は、ポルトガル北部・ヴィアナ・ド・カステロ県にある都市である。ポルトガル北部を流れるリマ川の河口にあり、ポルトの北約70キロメートルに位置する。別名、「リマの女王」と呼ばれる。毎年8月には、ロマリア祭が開催されることで有名である。

## 歴史
1253年に、アフォンソ3世が町を建設したことに歴史が始まる。16世紀には、ヴィアナ・ド・カステロの港は重要性を増した。ここを母港に大航海に乗り出す航海者が多かったことを意味する。
ヴィアナ・ド・カステロに残る多くの文化遺産は、この大航海時代に建設されたものが多い。以下にヴィアナ・ド・カステロに残る文化遺産を記す。
- サンタ・ルジア教会（pt:Igreja de Santa Luzia） - ヴィアナ・ド・カステロを見下ろすサンタ・ルジア山の頂上に建つ。
- サンティアゴ・ダ・バーラ要塞（pt:Forte de Santiago da Barra） - リマ川の河畔に建つ要塞。
- ミゼリコルディア教会 - 16世紀に建てられたルネサンス建築の病院に隣接している。1714年に再建された。
- アゴニア教会 - バロック建築の教会。18世紀に建設が始まったが、鐘楼の完成は19世紀まで待たなければならなかった。ロマリア祭では、ポルトガル全土から巡礼者が訪れる。

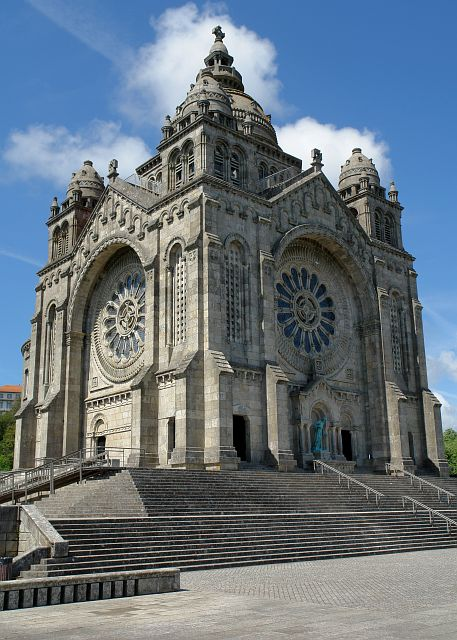
サンタ・ルジア教会
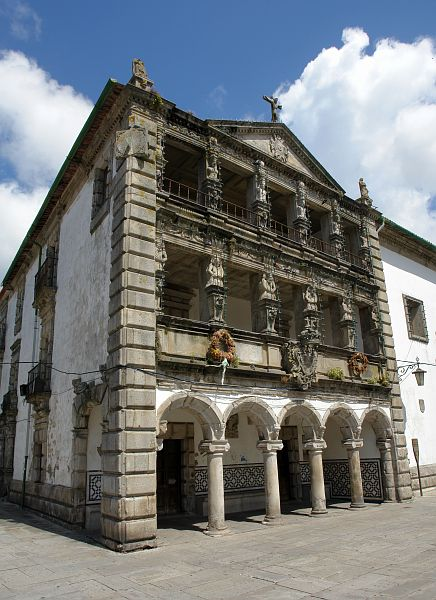
ミゼリコルディア教会

## 経済
ヴィアナ・ド・カステロは、ポルトガル海軍のドックを持つことから、主要産業は、造船業となる。また、ヴィーニョ・ヴェルデと呼ばれるワインの産地でもある。